# Серды
Серды (англ. Serdi, болг. Серди) — кельтское племя, в античную эпоху проживавшее во Фракии.
Располагались в районе Сердики (болг. Сердика; лат. Ulpia Serdica; греч. Σαρδική o Σαρδῶν πόλις), нынешняя София в Болгарии).
Они должны были обосноваться в этом районе во время кельтских миграций в конце IV в. до н. э., хотя свидетельства их существования появляются лишь в I в. до н. э.